# Tende (tambor)
El tende (en las zonas del norte de África, tindi) es un tambor hecho con un mortero y la música asociada a él del pueblo tuareg. Se construye con un mortero (de los que se utilizan para moler grano) con un parche de piel de cabra tensado sobre él, al que se aplica tensión mediante dos largos pilones de madera (de unos 1,25 metros). En ambos extremos, la piel se enrolla alrededor de los dos pilones y, a continuación, se estira sobre el mortero y se sujeta con una cuerda. Con frecuencia los morteros se mantienen en su lugar, pueden servir para tensar la piel y así afinar el instrumento. La piel necesita ser humedecida periódicamente. A veces simplemente se aplica agua durante la interpretación, pero otro método consiste en mantener agua en el mortero y humedecer la piel desde el interior inclinando el instrumento. La música de Imzad (una especie de violín de una sola cuerda fabricado con calabaza o madera y con cuerdas y arcos hechos de pelo de caballo) se tiene en mayor estima, pero el tende se toca con más frecuencia: durante los festivales de camellos, ceremonias y ciertos tipos de danza. Su música es para gente común y no requiere grandes habilidades ni especialización para dominarla, es altamente comunitaria e implica canto, baile y aplausos.Es un instrumento tradicionalmente tocado por mujeres.

## Historia
El tende como instrumento musical podría ser de principios del siglo XX. Francis Rodd describió uno en 1926, en la zona de Aïr. Laura Boulton probablemente grabó uno en 1934 en Tombuctú.